# Danghara
Danghara (en ruso: Дангара en tayiko: Данғара) es una ciudad en la región de Khatlon de Tayikistán. Es la capital del distrito de Danghara. Es la ciudad natal del presidente de Tayikistán, Emomali Rahmon, así como del primer vice primer ministro del país, Asadullo Ghulomov, y de varios otros altos funcionarios del gobierno y miembros del parlamento. En 2020, la población de la ciudad se estimaba en 31,100 habitantes.

## Atracciones turísticas
En Danghara se construyó una casa de té (chaikhona), que anteriormente era la más grande de Asia Central. Ahora, la casa de té más grande de Asia Central se encuentra en la capital de Tayikistán, la ciudad de Dusambé.

## Popularidad
| 1959 | 1970 | 1979   | 1989   | 2015   | 2020   | 2021   | 2022   |
| ---- | ---- | ------ | ------ | ------ | ------ | ------ | ------ |
| 5761 | 9083 | 12 892 | 16 898 | 25 000 | 31 100 | 23 300 | 24 900 |

## Clima
Danghara tiene un clima mediterráneo de veranos cálidos (clasificación climática de Köppen Csa' ).
| Parámetros climáticos promedio de Danghara | Parámetros climáticos promedio de Danghara | Parámetros climáticos promedio de Danghara | Parámetros climáticos promedio de Danghara | Parámetros climáticos promedio de Danghara | Parámetros climáticos promedio de Danghara | Parámetros climáticos promedio de Danghara | Parámetros climáticos promedio de Danghara | Parámetros climáticos promedio de Danghara | Parámetros climáticos promedio de Danghara | Parámetros climáticos promedio de Danghara | Parámetros climáticos promedio de Danghara | Parámetros climáticos promedio de Danghara | Parámetros climáticos promedio de Danghara |
| Mes                                        | Ene.                                       | Feb.                                       | Mar.                                       | Abr.                                       | May.                                       | Jun.                                       | Jul.                                       | Ago.                                       | Sep.                                       | Oct.                                       | Nov.                                       | Dic.                                       | Anual                                      |
| ------------------------------------------ | ------------------------------------------ | ------------------------------------------ | ------------------------------------------ | ------------------------------------------ | ------------------------------------------ | ------------------------------------------ | ------------------------------------------ | ------------------------------------------ | ------------------------------------------ | ------------------------------------------ | ------------------------------------------ | ------------------------------------------ | ------------------------------------------ |
| Temp. máx. media (°C)                      | 7.3                                        | 9.9                                        | 15.5                                       | 22.5                                       | 27.9                                       | 34.3                                       | 36.4                                       | 35.2                                       | 30.6                                       | 23.7                                       | 15.9                                       | 9.7                                        | 22.4                                       |
| Temp. mín. media (°C)                      | -1.8                                       | 0.0                                        | 5.0                                        | 10.3                                       | 13.9                                       | 17.6                                       | 19.5                                       | 17.7                                       | 12.7                                       | 8.2                                        | 3.4                                        | 0.3                                        | 8.9                                        |
| Precipitación total (mm)                   | 53                                         | 66                                         | 98                                         | 76                                         | 59                                         | 5                                          | 2                                          | 0                                          | 1                                          | 24                                         | 33                                         | 49                                         | 466                                        |
| Fuente: Climate-data.org                   |                                            |                                            |                                            |                                            |                                            |                                            |                                            |                                            |                                            |                                            |                                            |                                            |                                            |